# Schwarzberg (Wernberg-Köblitz)
Schwarzberg ist ein Ortsteil des Marktes Wernberg-Köblitz im Landkreis Schwandorf.

## Geografie
Der Ort Schwarzberg liegt etwa 25 km westlich der Landesgrenze zu Tschechien im mittleren Oberpfälzer Wald südlich des Flusses Luhe auf einer Höhe von 455 Metern. Der Ort ist über die Gemeindeverbindungsstraßen von Glaubendorf oder Matzlesberg kommend zu erreichen. In etwa 2,5 km Entfernung befindet sich südlich des Ortes die Autobahn A6. In Schwarzberg gibt es einige landwirtschaftliche Betriebe.

## Etymologie
Der Name Schwarzberg findet sich neben dem Ortsteil von Wernberg-Köblitz mehrfach in Bayern und Österreich, zu nennen sind hierbei Schwarzberg bei Inzell, Schwarzberg im Landkreis Freising, Schwarzberg in Oberösterreich. Der früheste Ortsnamen ist 1195 Swarzesberge, Im ältesten Leuchtenberger Lehenbuch wird 1396/99 von Swarczenperg gesprochen. Ab 1420 erscheint der Ortsname Schwarzberg dann weitgehend stabil.
Nach Hans Frank ergibt sich die Ableitung von „Schwarzer Berg“, dicht bewaldeter Berg.

## Geschichte

### Kirchliche und klösterliche Präsenz
Schwarzberg gehörte seit frühester Zeit zum Einflussbereich der weitgespannten Urkirche in Luhe. Der Zehent von Schwarzberg ging deshalb in frühester Zeit an die Pfarrei Luhe. Mit der Ausgründung der Pfarrei Michelfeld war Schwarzberg dann dort zugeordnet worden. Mit der noch späteren Gründung der Pfarrei Glaubendorf im 16. Jahrhundert wurde Schwarzberg ab ca. 1556 Teil der Kirche in Glaubendorf.
Ab dem 11. Jahrhundert griff das 1007 gegründete reich begüterte Bistum Bamberg, deren bedeutendste Lehensträger auf dem Nordgau die Grafen von Sulzbach und die Herren von Pettendorf waren, mit Streubesitz bis weit in den Raum der mittleren Oberpfalz aus. In der Zeit vom 13.–16. Mai 1124 lässt sich Bischof Otto von Bamberg in der Gegend um Leuchtenberg nachweisen, als er sich auf dem Weg zur Slawenmission nach Pommern befand. Mit dem Aussterben der Pettendorfer im Mannesstamm im Jahr 1115 gingen ihre Bamberger Lehen hauptsächlich an die Wittelsbacher, kamen im kleineren Umfang an die Klöster, aber möglicherweise auch an die nachmaligen Leuchtenberger. Als am 15. Mai 1195 Papst Celestin III. des Klosters Weißenohe in der bambergischen Erzdiözese unter seinen besonderen Schutz stellt, wurden mit der zugehörigen Besitzbeschreibung Güter in der mittleren Oberpfalz deutlich, darunter „Swarzesberge“ (Schwarzberg), „Erlehe“ (Erlach bei Damelsdorf), „Frensendorf“ (Friedersdorf?) und möglicherweise auch „Wolbesbac“ (Wolfsbach).  Ab dem 12. und 13. Jahrhundert versuchte das Kloster Waldsassen, das im Jahr 1280 das Besetzungsrecht der Pfarrei Luhe gestiftet bekam, in größerem Stil Fuß in der mittleren Oberpfalz und im Naabtal zu fassen. Am 11. September 1374 verkaufte Wolfhard Lemgenfelder den Zehnt zu Schwarzberg, den er vom Abt von Waldsassen als Leibgeding innegehabt hatte, an Heinrich Redwitzer, Pfarrer zu Michldorf. Im Jahre 1452 sind Zinspflichtige in Schwarzberg zugunsten der Pfarrei Michldorf belegt. Ein Teil des Zehents wurde wohl weiterverkauft oder weiterverpfändet, den die Brüder Heinrich und Ulrich, genannt „die Mair“ besaßen 1409 u. a. den Großzehent über 1 Hof zu Schwarzberg.
Die Besitzverhältnisse in Schwarzberg waren gesplittet.

### Landgrafen von Leuchtenberg
Ein früher Nachweis leuchtenbergischen Besitzes in Schwarzberg findet sich im leuchtenberger Lehenbuch von 1396/99. Wernher von Swarczenperg hatte den „Mairhof von Schwarzenberg, gelegen in der Pfarr zu Luhe“ und der Sohn seines Bruders Ulrich „drey morgen akkers und ain tagwerch wismats“. Diesen Hof zu Schwarzberg verkauften die Leuchtenberger am 20. April 1480 an die Fuchssteiner zu Glaubendorf, zusammen mit Kötschdorf und einem Hof in Alletshof.
Ab etwa 1500 versuchten die Leuchtenberger ähnlich wie andere Herrschaftsträger, eine geschlossene Landesherrschaft durchzusetzen. Das ist der Hintergrund für den ab 1509 beginnenden und bis 1514 dauernden Kauf der Fuchssteiner'schen Hofmark in Glaubendorf. Dazu gehörten auch vier Anwesen in Schwarzberg. Die ehemals Fuchssteiner’schen Besitzungen, die nun im Besitz der Landgrafen von Leuchtenberg waren, wurden in einer Beschreibung nochmals urkundlich, als der Landgraf im Dezember 1558 über den Kaiser versuchte, mit Böhmen einen Tausch für böhmische Lehen aus der Herrschaft Wernberg in Glaubendorf zu vereinbaren. Hintergrund war, dass der Landgraf auch Rechte der zur Herrschaft Wernberg gehörigen Güter in Glaubendorf ablösen wollte. Die Eingabe zog sich jedoch hin und kam letztlich durch den Tod des Landgrafen im Jahr 1566 nicht mehr zustande.
In der leuchtenbergischen Grenzbeschreibung in der Zeit um 1600 werden eine Vielzahl von Ortschaften als leuchtenberger Besitz aufgeführt, darunter auch die 4 Höfe und ein Lehen in Schwarzberg. Mit dem Aussterben der Leuchtenberger Landgrafen fielen die Güter 1646 zusammen mit der Landgrafschaft Leuchtenberg an die Wittelsbacher.

### Familie Fuchssteiner
Die Familie Fuchssteiner saß seit Ende des 14. Jahrhunderts auf Glaubendorf. Sie hatten dort spätestens seit Mitte des 15. Jahrhunderts die Hofmarksgerechtigkeit und standen vielfach in den Diensten der Landgrafen von Leuchtenberg. Im Jahr 1480 kaufte Hans Fuchssteiner einen Hof in Schwarzberg um 300 Gulden. Als Hans von Fuchsstein zu Glaubendorf, der in jener Zeit Schultheiß in Regensburg war, im Jahr 1488 seine Lehen für die Hofmark Glaubendorf empfing, waren darunter auch zwei Höfe („ein Hof und ein Lehen“), auf denen der „Pauls“ und „der Strigl“ saßen. In diesem Zusammenhang wird eine „Öd auf der Kuchen“ erwähnt auf denen früher „Jorgen Smids und des Stegers“ Besitz waren.

### Familien Losauer und Fronberger
Die Familie Losauer (auch Losaner) saß auf Woppenhof. Auch sie waren leuchtenbergische Lehensleute. Sie hatten in Schwarzberg 2 Höfe in Besitz, die sie im Jahr 1408 vom Nabburger Bürger Konrad Römer, der in der Umgebung mehrfach begütert war, erwarben. Als dann der junge Hans Losaner dann heiratete, wurden diese Güter am 6. Mai 1420 neben anderen Besitzungen zur Sicherung des Heiratsgutes seiner Frau Margareta, einer geborenen Fronberger verschrieben. Die Güter scheinen in den Folgejahren an die Fronberger gefallen zu sein. 1455 verkaufte Heinrich Fronperger auf Woppenhof einen Hof zu Schwarzberg nach Leuchtenberg. Käufer war der Leuchtenberger Mathes Vischer. Auf dem Hof in Schwarzberg saß der „Tenzer“.

## Statistische Beschreibungen
Die Ortsgröße wird erstmals 1408 mit 3 Wohngebäuden/Höfen erkennbar. Um 1550 waren es bereits 5 Wohngebäude/Höfe. Im Dreißigjährigen Krieg bestanden um 1630 bereits 8 Anwesen. Alle hatten durch die Kriegsdrangsale erheblich gelitten. 1632 stand der Hof des Sailer Martin Nr. 8 aus dem Häuserbuch „beim Schütz“ öde.
Bis zum 18. Jahrhundert hatte sich die Ortsgröße dann kaum mehr verändert: 9 Wohngebäude/Höfe wurden ausgewiesen. Im Jahr 1860 wohnten in 9 Anwesen 67 Einwohner/Seelen. Nach dem Ersten Weltkrieg sank die Bevölkerungszahl deutlich. 1925 wurden nur mehr 44 Einwohner in 7 Anwesen ausgewiesen. Bis 1963 war die Bevölkerung weiter gesunken. Aus 6 Anwesen wurden noch 27 Einwohner berichtet. Bis 1972 war dann die Bevölkerung wieder auf 41 Einwohner gestiegen.

## Steuerdistrikt und Gemeindebildung
Das Königreich Bayern wurde 1808 in 15 Kreise eingeteilt. Diese Kreise wurden nach französischem Vorbild nach Flüssen benannt (Naabkreis, Regenkreis, Unterdonaukreis usw.). Die Kreise gliederten sich in Landgerichtsbezirke. Die Bezirke wiederum sollten in einzelne Gemeindegebiete eingeteilt werden.
1808 wurde das Landgericht Vohenstrauß in 47 Steuerdistrikte und einzelne Gemeinden eingeteilt. Eine davon war Glaubendorf. Dazu gehörten die Dörfer Alletshof, Deindorf, Glaubendorf, Glaubenwies, Kötschdorf, Rattenberg, Schwarzberg und die Einöde Gröbmühle.
Als Zwischenschritt der weiteren Kommunalorganisation waren Glaubendorf mit Gröbmühle und Schwarzberg sowie Glaubenwies mit Rattenberg vereinigt worden. Die Zusammenführung zur Gemeinde Glaubendorf im späteren Bezirksamt Vohenstrauß erfolgte 1830.
Am 1. Januar 1926 kam die Gemeinde Glaubendorf, zu der Schwarzberg gehörte, auf eigenem Antrag vom Bezirksamt Vohenstrauß zum Bezirksamt Nabburg. Am 1. Mai 1978 erfolgte die Eingliederung der Gemeinde Glaubendorf, und damit auch Schwarzberg, in den Markt Wernberg-Köblitz.

## Persönlichkeiten
- Marianne Schieder, * 1962 in Schwarzberg, Mitglied des deutschen Bundestages